# Моголы (общность)
Мого́лы, могу́лы, мога́лы, муга́лы, маго́лы (монг. Могол, пер. مغول, урд. مغل, хин. मुगल, анг. Mughal) — этнокультурная общность (этническая группа), проживающая на территории Индийского субконтинента. Потомки монгольских и тюркских завоевателей, которые проникли в Северную Индию начиная с XIV века. В формировании моголов приняли участие монгольские, тюркские, а также местные индо-иранские народы. По данным Проекта Джошуа (христианской организации, базирующейся в Колорадо-Спрингс, США, которая стремится координировать работу миссионерских организаций), численность оценивается в 3,5 млн человек.

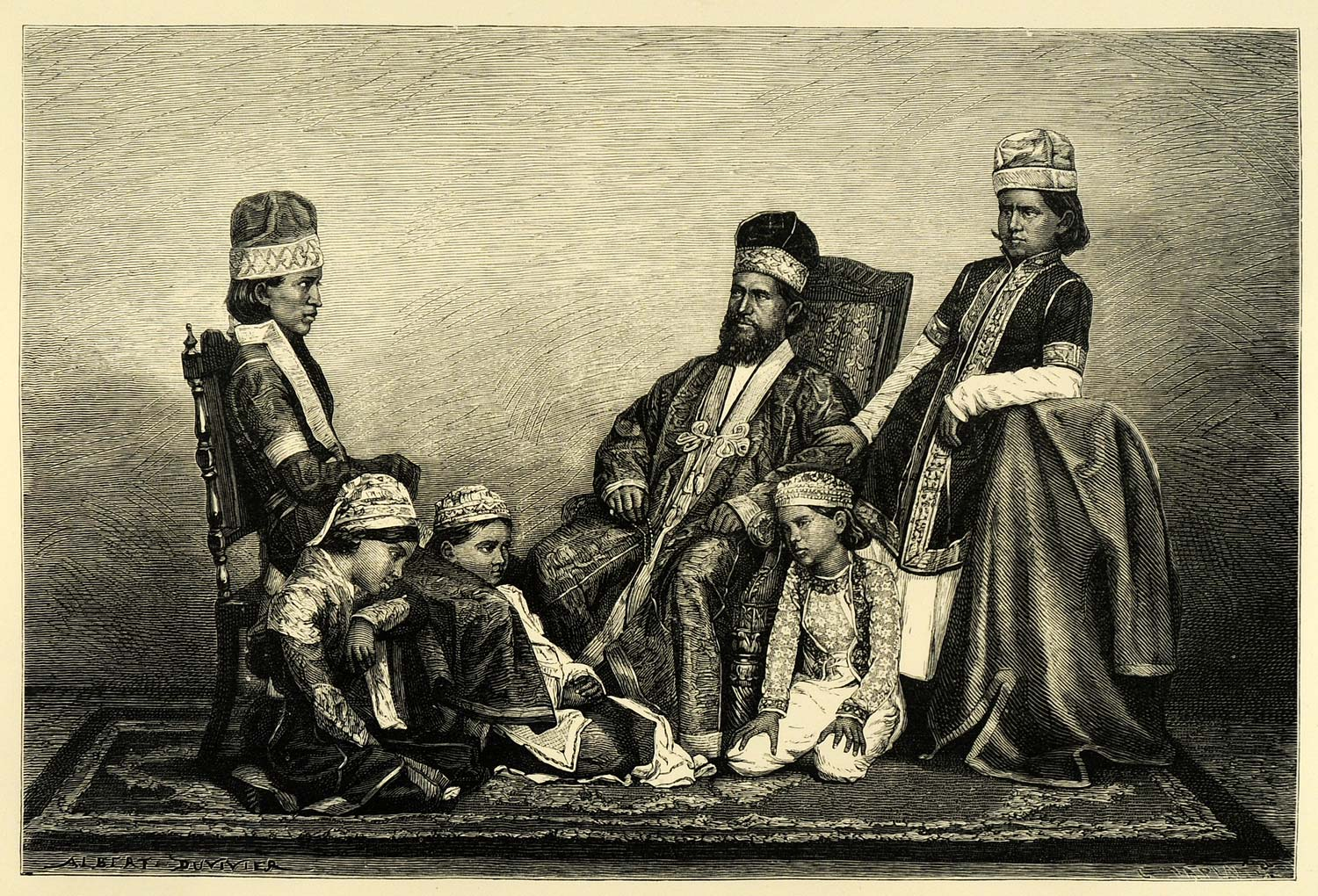
Потомки Бабура. Королевская семья. Дели. XIX век

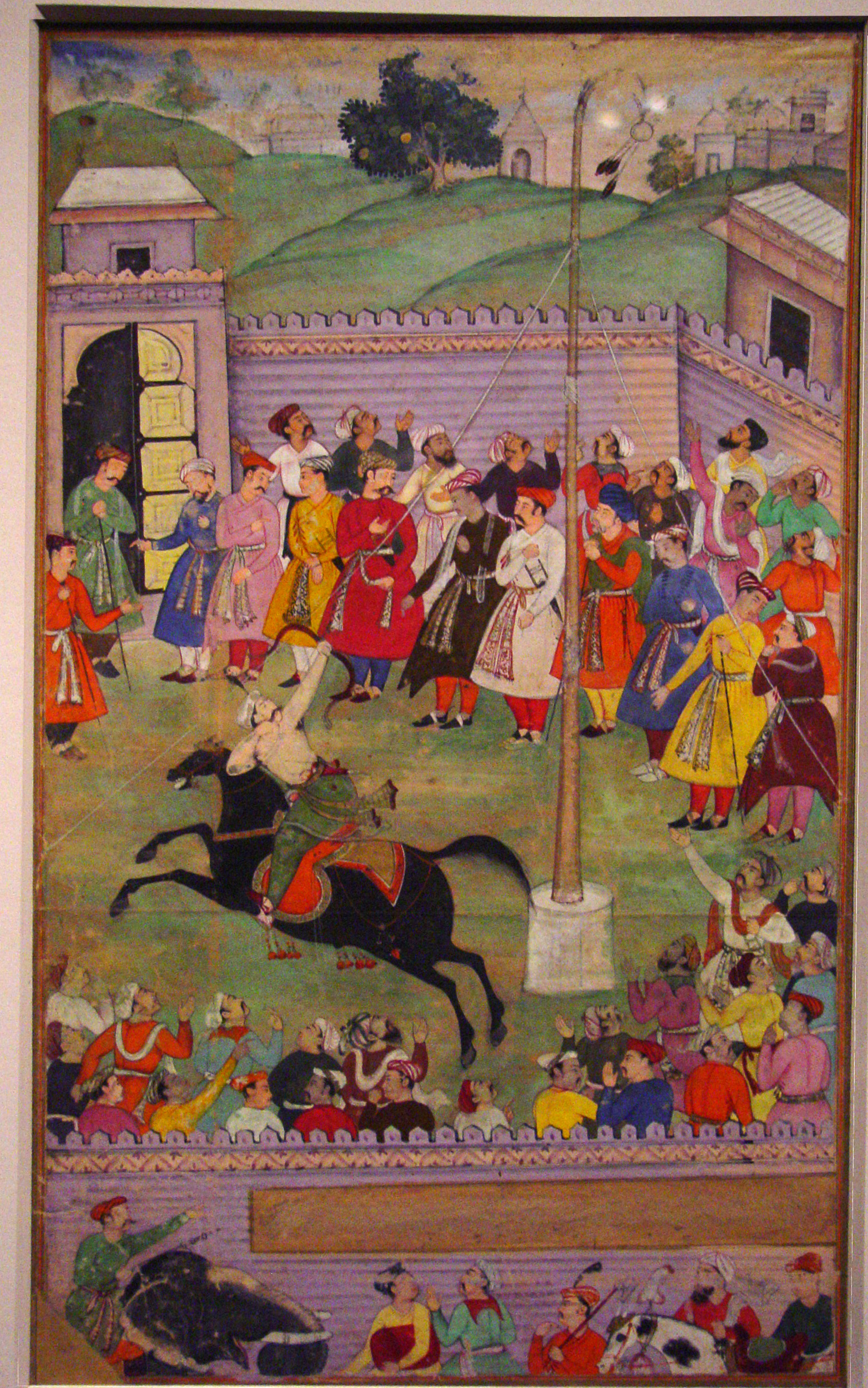
Моголы. Соревнование по стрельбе из лука (Акбар-наме)

## Этноним
Название могол (могул, могал, мугал, магол) в переводе с персидского языка буквально означает монгол.
В индийских и индо-персидских источниках монгольские захватчики назывались как могол. Термин «могол» применялся населением в Индии для обозначения всех мусульман Северной Индии и Центральной Азии.
Согласно БРЭ, термин могол связан с Моголистаном. Согласно В. В. Бартольду, так, без н, произносилось народное название монголов в Средней Азии. Как писал Бартольд, есть «некоторые указания, что язык моголов был монгольским; еще в начале XVI в.». По мнению В. П. Юдина, этноним могул стал обозначать тюркоязычное население. В дальнейшем сами могулы играли важную роль в XIV—XVII вв. в истории народов Центральной Азии.
Одни исследователи считают моголов отюреченными монголами, вторые — конгломератом тюркских и монгольских племён, третьи — привилегированным военным сословием на службе у ханов Чагатайского улуса. По мнению историка постсоветского периода Султанова Т. И., многие термины в Центральной Евразии, сегодня рассматриваемые как этнонимы, поначалу отражали политическую или социальную, но никак не национальную принадлежность их носителей.

## История
Во времена Монгольской империи армия Чингисхана захватила территории государства Хорезмшахов. В последующие века потомки пришлых монгольских и тюркских племён смешались с местными тюрками, переняв язык, культуру и религию.
В 1221 году на северо-западной границе Делийского султаната впервые возникла угроза со стороны монголов Чингисханa. Однако, Чингисхан в 1222 году ушел обратно через Гиндукуш.
В 1221 году, воины Чингисхана преследовали войско правителя Хорезма Джелал ад-Дина. 9 декабря на реке Инд произошла битва, в которой войска Чингисхана, почти в два раза превышавшие числом силы противника, одержали верх над войском хорезмшаха Джелал ад-Дина. После этого монголы опустошили области Мултана, Лахора и Пешавара.
В 1235 году монголы захватили Кашмир. В 1241 году они совершили вторжение в Индию и захватили Лахор. В 1246 году были взяты Мултан и Уч. После этого, по причине других целей, монголы временно прекратили крупные операции против Индии.
В 1398 году поход на Дели совершил тюрко-монгольский военачальник и завоеватель Тимур, предок Бабура, происходивший по мужской линии из древнего рода барлас. В 1399 году Тимур дошёл до берегов Ганга, на обратном пути взял ещё несколько городов и крепостей и вернулся в Самарканд с огромной добычей.
В течение XVI века тюрко-монгольский (барласский) правитель Бабур захватил большую часть Северной Индии, создав Империю Великих Моголов, которая просуществовала до середины XIX века. Сам Бабур использовал название могул, монгол к нецивилизованным, негородским, кочевым жителям степей. Родным языком Бабура был турки (староузбекский). В своих мемуарах он писал следующее: «Жители Андижана — все тюрки; в городе и на базаре нет человека, который бы не знал по-тюркски. Говор народа сходен с литературным». «Мемуары Бабура написаны на той разновидности тюркского языка, которая известна под названием турки, являющегося родным языком Бабура», — писал английский востоковед Е. Дениссон Росс.
Название «Великие Моголы» появилось уже при английских колонизаторах, ни основатель империи, ни его потомки сами себя так не называли. В последующем слово «могол», иначе «мугхал», «мугул» (то есть монгол) стало в Индии названием части мусульманской военно-феодальной элиты, а за пределами Индии — названием утвердившейся на делийском престоле династии.
Как часть господствующего класса, моголы жили в основном в городах вместе с другими мусульманами. Они традиционно были известны своим мастерством в области верховой езды, стрельбы из лука и борьбы. Отмечается схожесть могольской кухни с монгольской, богатой различными мясными блюдами. Хотя со временем могольская кухня изменилась в сторону увеличения количества вегетарианских блюд.

## Роды моголов
В Афганистане моголы делились на роды с иранскими названиями: марда, калан-заи, гури, хурдак-заи, тукари, Бек-Мухаммад, лакзаи, кавани.

## Язык и расселение
Могольский (монгольский) язык сохранила небольшая группа моголов, проживающих в Афганистане. Моголы в разной степени также владеют дари, пушту, фарси, хинди, урду и арабским языком.
Моголы Индии, Пакистана, Непала и Шри-Ланки говорят на урду и хинди. Моголы, проживающие в Бангладеш, говорят на бенгальском языке, в Бутане — на ассамском.
Официальным языком в Империи Великих Моголов был персидский. До XVIII века был распространен чагатайский, со временем вытесненный языком урду.

## Гаплогруппа
Ж. М. Сабитовым и Н. Б. Баймухановым был проведён анализ Y-STR гаплотипов моголов и барласов из открытой базы данных Family Tree DNA.
Термин «могол» применялся населением в Индии для обозначения всех мусульман Северной Индии и Центральной Азии, а также под моголами подразумевают малый этнос в Афганистане. Из 20 представителей моголов большая часть относится к первой категории. 13 человек из 20 соотносит себя либо с Тамерланом, либо с барласами (племя, откуда происходит Тамерлан). Еще 2 человека (оба относятся к гаплогруппе R1a) соотносят себя с племенем тархан, которое также в XVI веке мигрировало в Индию из Средней Азии:
- C2 — 13 образец;
- J1 — 1 образец;
- O — 1 образец;
- R1a — 4 образца;
- R1b1a1 — 1 образец.

Барласы (потомки Великих Моголов) относятся к гаплогруппе С2-F4002 (старкластер). С2-F4002 был изначальным субкладом барласов, так как данный субклад встречается у других нирунских родов, имеющих происхождение с территории Монголии.